# 顾秉林
顾秉林（1945年10月8日—），男，原籍吉林德惠，生于黑龙江哈尔滨，中国物理学家和材料学家，中国科学院院士，第三世界科学院院士，瑞典皇家工程科学院外籍院士，清华大学原校长。

## 生平
顾秉林原籍吉林德惠，1945年出生于哈尔滨。1970年毕业于清华大学工程物理系。1971年加入中国共产党。1982年于丹麦奥胡斯大学获得博士学位。
顾秉林曾任清华大学物理系教授及系主任、清华大学研究生院院长，以及日本东北大学客座教授。1999年当选中国科学院院士，2003年4月任清华大学校长，至2012年2月卸任。目前在任的其他职务有：中国国务院学位委员会委员、中国国家科学技术奖励委员会委员、中国教育部物理与天文学教学指导委员会主任委员、中国物理学会副理事长，亚太物理学会理事。
2010年10月，当选瑞典皇家工程科学院外籍院士。

## 争议

### “接待宋楚瑜”事件
2005年5月11日，台湾亲民党主席宋楚瑜到访中国大陆，在清华大学发表演讲。演讲后，顾秉林代表清华大学向宋楚瑜赠送了一幅清华大学教授张仃书写的小篆书法，内容是清末外交官、中国驻新加坡首任总领事黄遵宪写给梁启超的诗《赠梁任父同年》，总理温家宝曾在香港礼宾府出席CEPA协议签字仪式后演讲时引用过这首诗。
开始顾秉林把赠送礼物说成“捐赠”，引起同学的嘘声。后来顾在读这首诗时，有个别字不认识，经人提醒才结束。这件事引得海内外华人一片哗然，遭到媒体和民众批评，相当一部分人认为这是中国大陆教育系统忽视人文教育的集中体现。

### “尹稚微博”事件
2011年1月2日，清华大学建筑学院副院长尹稚在其微博上称顾秉林在“中轴北端钟鼓楼区域”项目中涉嫌贪污受贿。 1月4日清华大学新闻网发表“关于‘尹稚微博’事件的说明”，称尹稚“那些微博上牵涉到学校领导的话，是他在特殊状态下误听信息而发，是错误的指责，他已把相关微博内容予以删除，并向受到伤害的学校领导表示道歉。”